# Nguyễn Thúc Kháng
Nguyễn Thúc Kháng (sinh 1953) là đại biểu Quốc hội Việt Nam khóa 12, thuộc đoàn đại biểu Bà Rịa – Vũng Tàu.